# Сотниково (Великоустюзький район)
Со́тниково (рос. Сотниково) — присілок у складі Великоустюзького району Вологодської області, Росія. Входить до складу Юдинського сільського поселення.

## Населення
Населення — 60 осіб (2010; 60 у 2002).
Національний склад (станом на 2002 рік):
- росіяни — 98 %